# Uncontrolled Substance
Uncontrolled Substance – debiutancki album amerykańskiego rapera i producenta muzycznego Inspectah Decka, członka Wu-Tang Clan wydany 5 października 1999 roku nakładem wytwórni Loud Records. Początkowo album miał został wydany w 1995 roku, jednak wszystkie nagrania zostały nieodwracalnie utracone po powodzi w studio w piwnicy RZA'y.
Wydawnictwo zadebiutowało na 19. miejscu notowania Billboard 200 oraz 3. miejscu Top R&B/Hip-Hop Albums. Za warstwę muzyczną albumu odpowiada sam raper, RZA, Mathematics, 4th Disciple, True Master oraz The Blaquesmiths. Gościnnie na płycie pojawił się przyjaciele rapera między innymi Killa Sin, Masta Killa, La the Darkman oraz U-God.

## Lista utworów
| #  | Tytuł                                                                   | Producent         | Sample | Czas |
| -- | ----------------------------------------------------------------------- | ----------------- | --- | ---- |
| 1  | "Intro"                                                                 | Inspectah Deck    | - Wu-Tang Clan – "Clan In Da Front" | 2:01 |
| 2  | "Movas & Shakers"                                                       | RZA               | - Syl Johnson – "Don't Do It" - Black Sabbath – "Behind the Wall of Sleep" | 4:33 |
| 3  | "9th Chamber" (gośc. Barretta 9, Killa Sin, La the Darkman, Streetlife) | 4th Disciple      | | 2:51 |
| 4  | "Uncontrolled Substance" (gośc. Shadii)                                 | Allah Mathematics | - Otis Redding – "A Change Is Gonna Come" | 4:50 |
| 5  | "Femme Fatale"                                                          | Inspectah Deck    | | 3:06 |
| 6  | "The Grand Prix" (gośc. Streetlife, U-God)                              | 4th Disciple      | | 4:44 |
| 7  | "Forget Me Not"                                                         | V.I.C.            | - Esther Williams – "Last Night Changed It All (I Really Had a Ball)" | 3:50 |
| 8  | "Longevity" (gośc. U-God)                                               | True Master       | - The 5th Dimension – "The Rainmaker" - Wu-Tang Clan – "C.R.E.A.M." - Wu-Tang Clan – "Little Ghetto Boys"                                                                                    | 4:40 |
| 9  | "Word on the Street"                                                    | Inspectah Deck    | - Ernie Hines – "What Would I Do" - Dalton & Dubarri – "I'm Just a Rock 'N' Roller" | 3:44 |
| 10 | "Elevation"                                                             | Inspectah Deck    | - David Axelrod – "Terri's Tune" - Lauryn Hill – "Lost Ones" - Raekwon – "Heaven & Hell" | 3:16 |
| 11 | "Lovin' You" (gośc. La the Darkman)                                     | True Master       | - The Soul Children – "Finish Me Off" | 2:36 |
| 12 | "Trouble Man"                                                           | Pete Rock         | - Isaac Hayes – "Joy" - Curtis Mayfield – "Give Me Your Love (Love Song)" - Sade – "Paradise" - Cannonball Adderley – "Untitled" - Mountain – "Long Red" - The Notorious B.I.G. – "The What" | 5:06 |
| 13 | "R.E.C. Room"                                                           | True Master       | - Eric Blau / Mort Shuman – "Alone (Seul)" - Otis Redding / Carla Thomas – "Tramp" - Black Sabbath – "Behind the Wall of Sleep"                                                              | 3:16 |
| 14 | "Friction" (gośc. Masta Killa)                                          | RZA               | - Ann Peebles – "One Way Street" - Raekwon – "Wu-Gambinos" - KRS-One – "MC's Act Like They Don't Know"                                                                                       | 3:36 |
| 15 | "Hyperdermix"                                                           | Inspectah Deck    | - Raekwon – "Wisdom Body" | 4:52 |
| 16 | "Show N Prove"                                                          | The Blaquesmiths  | - The Dramatics – "Tune Up" | 4:08 |
| 17 | "The Cause"                                                             | Inspectah Deck    | - The Undisputed Truth – "Smiling Faces Sometimes" | 4:35 |

## Notowania
| Rok  | Album                  | Notowania | Notowania | Notowania |
| Rok  | Album                  | USA 200   | Top R&B   |           |
| ---- | ---------------------- | --------- | --------- | --------- |
| 1999 | Uncontrolled Substance | 19        | 3         |           |

| 1999 | R.E.C. Room  | 28 |
| 1999 | Show N Prove | 34 |